# Thatbyinnyu
O Templo de Thatbyinnyu é um templo famoso localizado em Pagã, construído em meados do século XII, durante o reinado do Rei Alaungsithu, é um dos mais altos em Pagã com 61 metros de altura. Ele é adjacente ao templo de Ananda.
O templo tem a forma de uma cruz, mas não é simétrico. A estrutura se assemelha a dois imensos cubos sobrepostos. Ele possui dois pisos, e se diferencia dos outros grandes templos por não possuir nenhuma estátua de Buda na sua entrada principal. Uma estátua restaurada do Buda sentado, com a mão direita tocando o solo, na clássica posição de Bumisparsa, encontra-se no segundo andar com a sua face virada para o leste. Não existem porém dados de quando a restauração foi realizada.

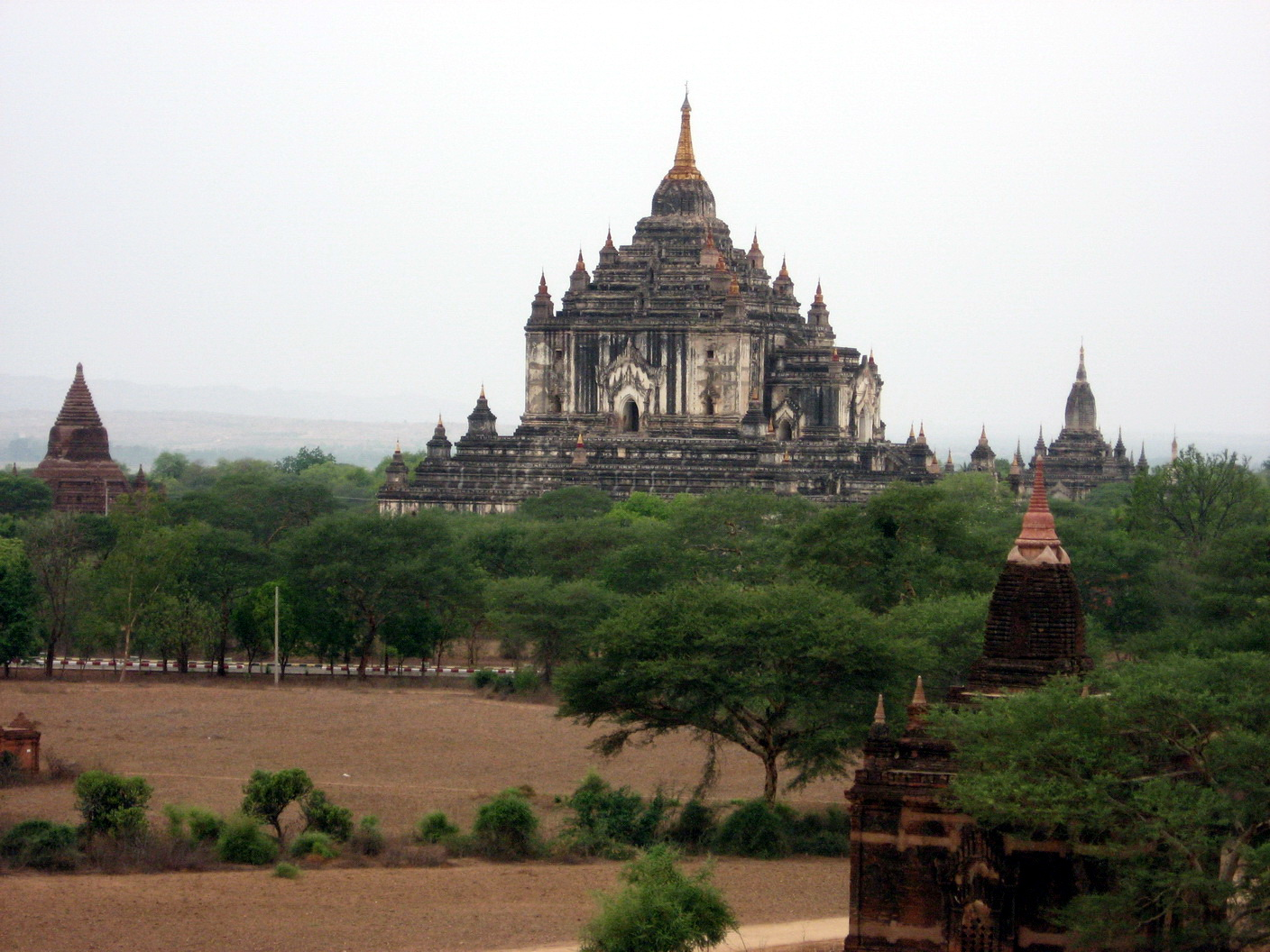
O Templo de Thatbyinnyu tem 61 metros de altura, sendo o mais alto em Pagã

Documentos birmaneses do ano de 1790 citam que o rei Bodaupaia ordenou a pintura interna do templo na cor branca e a restauração das imagens. A fim de preservar os desenhos arquitetônicos externos, não é mais permitido o acesso aos terraços superiors.
O seu tamanho e a localização central do templo garantiram que ele fosse sempre utilizado para fins religiosos, o que não ocorreu com templos menores ou mais afastados.